# Дидушок, Василий Фёдорович
Васи́лий Фёдорович Дидушо́к или Дидушек (укр. Василь Федорович Дідушок; 27 августа 1889, Княже, Австро-Венгрия — 3 сентября 1937, Сандармох, Карельская АССР, СССР) — украинский военный деятель, в армии Австро-Венгрии военнослужащий легиона Украинских сечевых стрельцов, в РККА сотрудник Разведупра Генштаба РККА.

## Биография
Уроженец Галиции. Братья: Владимир и Пётр (близнец). Образование: высшее юридическое, Львовский университет.
В австро-венгерскую армию мобилизован в августе 1914 года в звании старшины запаса. Командовал куренем УСС, награждён Малой серебряной медалью за храбрость. Дослужился до звания капитана. При наступлении Русской армии в районе горы Лысони попал в плен.
В 1917 году перешёл на сторону УНР, организовав Киевский курень УСС. В марте 1918 года возглавил Главную губернскую военную комендатуру Киева, в декабре месяце в звании полковника возглавил штаб комендатуры Киева и Киевской крепости. Начальник штаба Корпуса УСС. После окончания Гражданской войны вступил в ВКП(б), стал сотрудником Разведупра Генштаба РККА.
Специализировался на работе против Польши и Румынии. Был арестован и осуждён на три года в румынской тюрьме (1923—1926).
В 1926—1929 году работал помощником легального резидента по агентуре в Харбине под прикрытием коммерческой деятельности. Его оперативным псевдонимом был «Барон».
В 1929—1930 годах работал в Финляндии, затем — заместителем резидента в Вене (1931—1932).
В декабре 1931 года в Вене была задержана группа разведчиков во главе с резидентом Константином Басовым (настоящее имя Янис Абелтиньш), который установил радиостанцию для приёма сообщений агентов из Центральной Европы и передачи их в Москву. Арестованные на допросах признались, что выполняли задания не только СССР, но и Германии. Их спасло вмешательство офицера абвера Вильгельма Протце, который по просьбе Василия Дидушка (к тому времени резидента в Берлине) добился выдворения арестованных из Австрии. В 1932 году Басова встречали в Москве как героя, однако в 1938 году обвинили в шпионаже и расстреляли.
Летом 1933 года руководитель Разведупра РККА Я. К. Берзин предложил начальнику политической разведки ОГПУ А. Х. Артузову укрепить связи с абвером через связь Протце с Дидушком ввиду прихода к власти Гитлера. Дидушок незамедлительно был отозван из-за границы.
2 сентября 1933 приговорён Коллегией ОГПУ по статье 58-6 Уголовного кодекса РСФСР к расстрелу с заменой на 10 лет исправительно-трудовых лагерей. Наказание отбывал в Соловках. Спустя 4 года Особой тройкой УНКВД ЛО 9 октября 1937 приговорён к расстрелу. Приговор приведён в исполнение в отношении Василия и его братьев Владимира и Петра 3 ноября 1937 в Сандармохе (Медвежьегорский район, Карельская АССР). Реабилитирован официально не был.